# Chris Anderson (pianiste)
Pour les articles homonymes, voir Chris Anderson.
Chris Anderson né le 26 février 1926 à Chicago et mort le 4 février 2008 à Manhattan est un pianiste de jazz américain,.

## Discographie
- My Romance (Vee Jay, 1962)
- Inverted Image (Jazzland, 1962) avec Bill Lee (b) Walter Perkins, Philly Joe Jones
- Love Locked Out (Mapleshade, 1987) solo
- Blues One (DIW, 1991) en solo et avec Ray Drummond (b), Billy Higgins (d)
- You Don't Know What Love Is (Naim, 1998)  avec Billy Higgins
- From the Heart (Naim, 1998) solo